# ناتالي توزيا
ناتالي توزيا (بالفرنسية: Nathalie Tauziat) ولدت في 17 أكتوبر 1967 في جمهورية أفريقيا الوسطى) هي لاعبة كرة مضرب فرنسية معتزلة. إنجازات اللاعبة توزيا في بطولات الجراند سلام كانت ضعيفة. تمكنت من الوصول إلى المباراة النهائية لبطولة ويمبلدون عام 1998 حيث خسرت أمام التشيكية يانا نوفوتنا. فازت توزيا بـ 8 ألقاب فردي من بطولات كرة المضرب.

## بطولات الجراند سلام

### ألقاب (0)
لم تفز توزيا بأي لقب من ألقاب الجراند سلام.

### نهائي (1)
| السنة | البطولة  | الخصم في النهائي | نتيجة المجموعات |
| 1998  | ويمبلدون | يانا نوفوتنا     | 4-6, 6-7        |

## ألقاب بطولات رابطة التنس للمحترفات
- 1990: بايوني
- 1993: كيوبيك
- 1995: إيستبورن
- 1997: بيرمنغهام
- 1999: موسكو، ليبزيغ
- 2000: بطولة باريس للصالات
- 2001: بيرمنغهام

## روابط خارجية
- ناتالي توزيا على موقع رابطة محترفات التنس (الإنجليزية)
- ناتالي توزيا على موقع الاتحاد الدولي لكرة المضرب (الإنجليزية)
- ناتالي توزيا على موقع كأس بيلي جين كينغ (الإنجليزية)
- ناتالي توزيا على موقع بطولة ويمبلدون (الإنجليزية)
- ناتالي توزيا على موقع خلاصة التنس.كوم (الإنجليزية)
- ناتالي توزيا على موقع إي إس بي إن.كوم (الإنجليزية)
- ناتالي توزيا على موقع اللجنة الأولمبية الدولية (الإنجليزية)
- ناتالي توزيا على موقع أوليمبيديا (الإنجليزية)